# 普克洛尔姆
普克洛尔姆（法語：Pouques-Lormes，法語發音：[puk lɔʁm]）是法国涅夫勒省的一个市镇，位于该省北部偏东，属于克拉姆西区。

## 地理
普克洛尔姆（47°19'23"N, 3°46'44"E）面积13.96 平方千米，位于法国勃艮第-弗朗什-孔泰大區涅夫勒省，该省份为法国中部省份，北至约讷省，西北接卢瓦雷省，西接谢尔省，南至阿列省，东南接索恩-卢瓦尔省，东临科多尔省。
与普克洛尔姆接壤的市镇（或旧市镇、城区）包括：巴佐什、昂蒂安、昂皮里、洛尔姆、马尼洛尔姆、讷方丹。

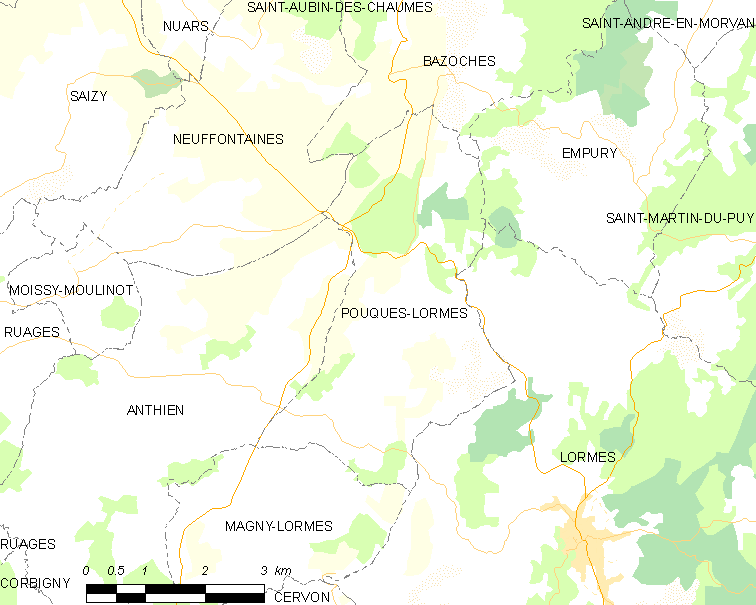
普克洛尔姆的OSM定位图

普克洛尔姆的时区为UTC+01:00、UTC+02:00（夏令时）。

## 行政
普克洛尔姆的邮政编码为58140，INSEE市镇编码为58216。

## 政治
普克洛尔姆所属的省级选区为科尔比尼县。

## 人口

1962-2008年间普克洛尔姆人口变化图示

普克洛尔姆于2022年1月1日时的人口数量为142人。

## 交通
涅夫勒省省道D42线、D147线和D958线在境内北部交汇，省道D6线经过境内南部。